# Hadronyche

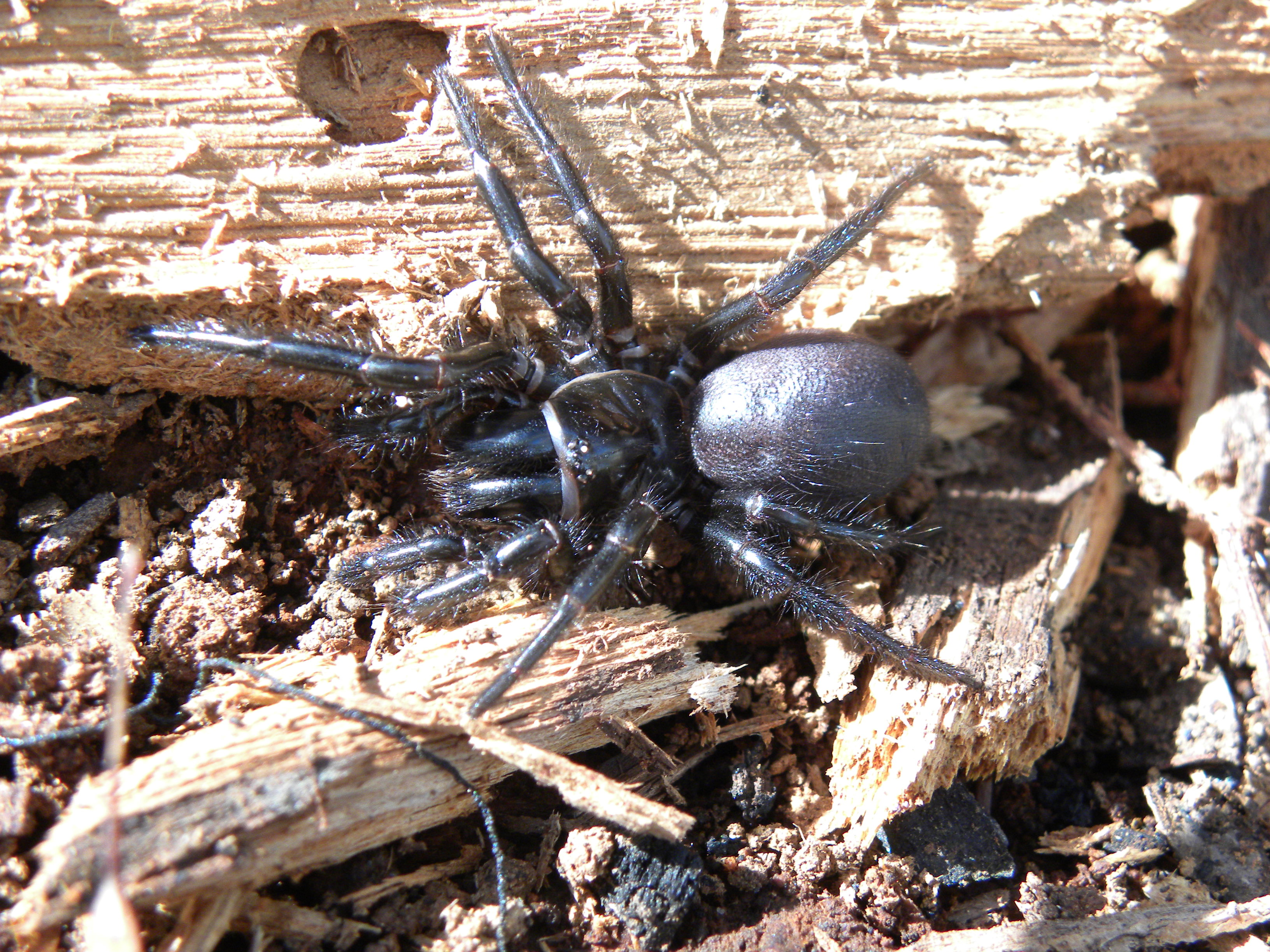
Hadronyche cerberea w środowisku naturalnym

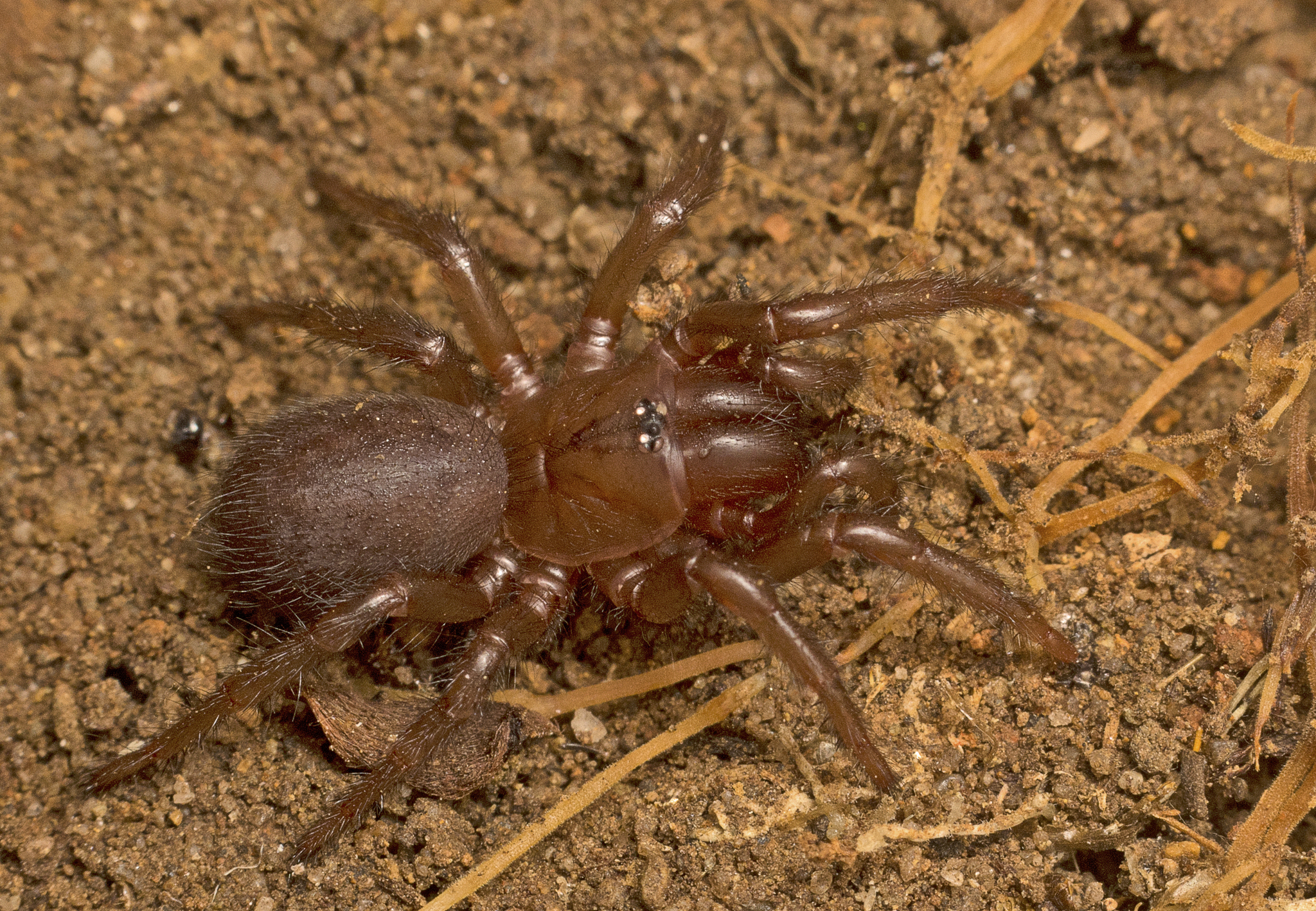
Osobnik młodociany Hadronyche infensa

Hadronyche – rodzaj pająków z infrarzędu ptaszników i rodziny Atracidae. Obejmuje 32 opisane gatunki. Występują na wschodzie Australii.

## Morfologia
Ubarwienie jest głównie rudobrązowe do czarnego.
Prosoma jest szeroka, często tak szeroka jak długa lub nieznacznie szersza niż dłuższa. Karapaks ma część głowową na przedzie szeroką, wyniesioną w stopniu od średniego do silnego. Jamka karapaksu ma postać poprzecznego rowka. Szczękoczułki zwykle mają człon nasadowy tęższy niż u innych Atracidae. Bruzda szczękoczułka jest V-kształtna, na przedniej krawędzi zawsze zaopatrzona w zęby, na tylnej zaopatrzona w nie z wyjątkiem H. nadgee, na dnie z mniejszymi ząbkami środkowymi w jednym lub większej liczbie szeregów. Pazur jadowy na powierzchniach przednio-bocznych wyposażony jest we wzdłużne kile. Szczęki są dłuższe niż szersze, warga dolna kwadratowawa, tak szeroka jak długa, wyjątkowo trochę szersza niż dłuższa. Sternum jest jajowate, o jajowatych do wąsko podługowatych sigilla.
Odnóża przedniej pary mają kolce na spodzie goleni i nadstopi. Odnóża drugiej pary samca mają golenie niezmodyfikowane i na brzusznej stronie zaopatrzone w zgrupowane lub rozproszone kolce albo mają owe golenie zmodyfikowane przez obecność zaokrąglonej apofizy brzusznej lub zastępującej ją niskiej nabrzmiałości. Nadstopia drugiej pary samca są z kolei albo sinusoidalnie wykrzywione z wklęśniętą powierzchnią nasadowo-brzuszną i małą, kolczastą apofizą pośrodku powierzchni brzusznej albo niezmodyfikowane do co najwyżej nieznacznie wygiętych. W przeciwieństwie do rodzaju Illawara stopy samców mają na spodzie dwa, a nie trzy szeregi kolców.
Opistosoma (odwłok) jest wyposażona w dwie pary kądziołków przędnych. Ostatni człon kądziołków tylno-bocznej pary jest palcowaty, krótki do przeciętnie długiego.
Nogogłaszczki samca cechują się dużymi, często tak szerokimi jak uda lub szerszymi od nich rzepkami. Bulbus ma rejon tegularny zwykle większy, a embolus szerszy i krótszy niż u rodzaju Atrax. Bruzda ejakulacyjna w odsiebnej części embolusa jest wąska.
Genitalia samicy zawierają jedną parę jednopłatowych, niezmodyfikowanych spermatek, najczęściej stosunkowo krótkich i szerokich.

## Ekologia i występowanie
Pająki saproksyliczne. Najczęściej bytują wewnątrz kłód, zwłaszcza w wilgotnych i w zaawansowanym stopniu rozkładu, a niektóre wyspecjalizowały się próchnowiskach drzew jeszcze stojących. 
Przedstawiciele rodzaju są endemitami wschodniej części Australii. Znani są z Queenslandu, Nowej Południowej Walii, Australijskiego Terytorium Stołecznego, Australii Południowej, Wiktorii i Tasmanii. Na północ docierają do północno-wschodniego Queenslandu, a na zachód do okolic Gór Flindersa.

## Taksonomia
Takson ten wprowadzony został w 1873 roku przez Ludwiga Kocha jako monotypowy, z opisaną w tej samej publikacji H. cerberea jako jedynym gatunkiem. Opisane odpowiednio w 1913 i 1914 roku przez Williama Josepha Rainbowa rodzaje Styphlopis i Pseudatrax zsynonimizowane zostały przez Michaela Rolanda Graya najpierw w 1978 roku z rodzajem Atrax, a następnie w 1988 roku przeniesione do synonimów rodzaju Hadronyche. W 2010 roku Gray przeprowadził rewizję omawianego rodzaju, opisując liczne nowe gatunki i wyróżniając w jego obrębie cztery wstępne grupy gatunków, lamingtonensis, adelaidensis, infensa i cerberea, przy czym zaznaczył, że prawdopodobnie tylko dwie pierwsze są monofiletyczne.
W sumie do rodzaju należą 32 opisane gatunki:

- Hadronyche adelaidensis (Gray, 1984)
- Hadronyche alpina Gray, 2010
- Hadronyche annachristiae Gray, 2010
- Hadronyche anzses Raven, 2000
- Hadronyche cerberea L. Koch, 1873
- Hadronyche emmalizae Gray, 2010
- Hadronyche eyrei (Gray, 1984)
- Hadronyche flindersi (Gray, 1984)
- Hadronyche formidabilis (Rainbow, 1914)
- Hadronyche infensa (Hickman, 1964)
- Hadronyche jensenae Gray, 2010
- Hadronyche kaputarensis Gray, 2010
- Hadronyche lamingtonensis Gray, 2010
- Hadronyche levittgreggae Gray, 2010
- Hadronyche lynabrae Gray, 2010
- Hadronyche macquariensis Gray, 2010
- Hadronyche marracoonda Gray, 2010
- Hadronyche mascordi Gray, 2010
- Hadronyche meridiana Hogg, 1902
- Hadronyche modesta (Simon, 1891)
- Hadronyche monaro Gray, 2010
- Hadronyche monteithi Gray, 2010
- Hadronyche nadgee Whitington et Harris, 2021
- Hadronyche nimoola Gray, 2010
- Hadronyche orana Gray, 2010
- Hadronyche pulvinator (Hickman, 1927)
- Hadronyche raveni Gray, 2010
- Hadronyche tambo Gray, 2010
- Hadronyche valida (Rainbow et Pulleine, 1918)
- Hadronyche venenata (Hickman, 1927)
- Hadronyche versuta (Rainbow, 1914)
- Hadronyche walkeri Gray, 2010

Wyniki analiz zespołu Stephanie F. Lorii opublikowane w 2025 roku wskazują, że linie ewolucyjne rodzajów Atrax i Hadronyche rozdzieliły się 72 mln lat temu, w kredzie późnej.

## Znaczenie medyczne
Podobnie jak atraks, Hadronyche są bardzo jadowite – zdarzają się przypadki ciężkich zatruć, a dawniej także śmierci. Istnieje jednak skuteczna antytoksyna.